# Petr Skalický
Petr Skalický je český trenér řecko-římského zápasu, mezinárodní rozhodčí a sportovní funkcionář působící v klubu TAK Hellas Brno. Je známý svým dlouholetým působením v oblasti výchovy mladých sportovců, rozhodcovské činnosti i popularizace zápasu v České republice.

## Vzdělání
Petr Skalický je absolventem Masarykovy univerzity v Brně, kde vystudoval obor Speciální edukace bezpečnostních složek na Fakultě sportovních studií.

## Profesní činnost
Skalický působí jako hlavní trenér v zápasnickém klubu TAK Hellas Brno, který patří mezi nejstarší sportovní kluby v ČR. Specializuje se na trénink mládeže v řecko-římském zápasu. Je rovněž vedoucím realizačního týmu policejní reprezentace ČR pro Policejní mistrovství Evropy 2025.

## Rozhodcovská činnost
Jako držitel mezinárodní rozhodcovské licence se pravidelně účastní významných turnajů včetně mistrovství Evropy kadetů. Za svou práci byl oceněn titulem Vzorný rozhodčí a získal čestné uznání od Svazu zápasu České republiky u příležitosti 120. výročí organizovaného zápasu v ČR.

## Osvětová činnost
Petr Skalický se podílí na popularizaci zápasu v ČR. Spoluorganizoval akci Brněnské silácké legendy, která připomíná postavy české silácké historie jako Gustav Frištenský nebo František Kocourek. V rozhovoru pro Český rozhlas uvedl:
„Řeckořímský zápas je nejférovější způsob souboje, kde nejsou žádné zákeřné chvaty. Jedná se o čistou zápasnickou techniku.“

## Ocenění
- Vzorný rozhodčí – Svaz zápasu České republiky
- Čestné uznání – při 120. výročí zápasu v ČR